# Mohamed Chibi
Mohamed Chibi (en arabe : محمد الشيبي), né le 21 janvier 1993 à Casablanca (Maroc), est un footballeur international marocain qui joue au poste d'arrière droit à Pyramids FC.
Formé au Raja CA, il parcours plusieurs clubs de la Botola Pro avant de signer et remporter la Coupe du Maroc en 2022 avec l'AS FAR. En 2022 il signe pour la première fois à l'étranger en s'engageant avec le Pyramids FC.
Son parcours le mène à travers les catégories inférieures de l'équipe nationale du Maroc, où il fait ses débuts sous la direction de Houcine Ammouta. Il participe à la Coupe arabe des nations en 2021 et continue à représenter son pays sous la tutelle de Vahid Halilhodžić en 2021, prenant part à la Coupe d'Afrique 2021. Plus tard, il est convoqué par Walid Regragui pour participer à la Coupe d'Afrique 2023.

## Biographie

### En club

#### Formation au Raja et prêts (2011-2014)
Mohamed Chibi passe par toutes le catégories d'âge du centre de formation du Raja Club Athletic, avant d'intégrer l'équipe première en 2011. Cette année-là, il signe également son premier contrat professionnel de cinq saisons, avec un salaire mensuel de 4 000 DH.
Sous la houlette de Ilie Balaci au cours de sa première saison, Mohamed Chibi s'illustre en disputant 17 matchs en championnat et 4 rencontres en Ligue des champions. À seulement 18 ans, il fait ses débuts en Ligue des champions contre l'Enyimba FC le 26 août 2011 (match nul, 0-0). Au terme d'une saison désastreuse, le club achève sa campagne en Ligue des champions à la dernière place de sa poule, devancé par l'Enyimba FC, l'Al Hilal Club et le Coton Sport FC. Au total, Chibi compte 21 matchs et termine la saison à la quatrième place du championnat marocain. Parmi les jeunes lancés figurent également Abdelilah Hafidi (19 ans), Soufiane Talal (20 ans) et Yassine Salhi (23 ans).
Lors de sa deuxième saison, sous la houlette de l'entraîneur Bertrand Marchand, il est éliminé au premier tour de la Ligue des champions après une défaite contre le Berekum Chelsea FC sur un score cumulé de 5-3,.
Le 24 juin 2013, il est prêté pour une saison au Kawkab Marrakech, où il dispute 10 matchs en championnat avant de retourner au Raja lors du mercato hivernal. Lors de son retour, il trouve un Raja en pleine forme, ayant atteint la finale de la Coupe du Maroc un mois auparavant, bien qu'il n'ait pas contribué aux matchs menant à cette finale en raison de son absence dans le club,. Le Raja remporte le doublé coupe-championnat en fin de saison.
Le 11 janvier 2014, il est prêté pour une saison au Chabab Rif Al Hoceima. Il y dispute seulement un match et marque un but. Il termine la saison à la quatorzième place du classement du championnat, évitant de justesse la relégation en D2.
Devenant un joueur régulièrement mis sur le banc, il justifie son départ en déclarant : « J'ai grandi au Raja et j'y ai joué pendant des années avec les adultes, mais ce n'est pas dans mon intérêt de rester, alors je pars en quête de minutes et de compétition. ».

#### Méa-culpa: transfert avorté au Wydad AC (2014)
Dans les coulisses du Wydad AC et sous la direction de son président Saïd Naciri en juillet 2014, les deux parties parviennent à un accord pour un transfert imminent de Mohamed Chibi.
Alors que la visite médicale est planifiée, le club prend une décision surprenante en faisant marche arrière. Cette volte-face est motivée par l'adhésion antérieure de Mohamed Chibi au groupe "Derb Sultan", qui soutient le Raja CA, club rival du Wydad.
Face à cette situation délicate, Saïd Naciri prend la décision de renoncer au transfert, craignant la réaction des supporters du Wydad. Ces derniers sont intervenus, exprimant leur colère et leur insatisfaction à l'égard de cette transaction, même avant sa finalisation.

#### IZ Khémisset: Mauvais débuts (2014-2015)
Joueur encore en quête  de confirmation après une longue absence du monde de football, il est recruté le 8 janvier 2015, scellant un contrat d'une demi-saison à l'IZ Khémisset.
Le 8 février 2015, soit un mois après sa signature, il est titularisé, faisant ses débuts en championnat sous la direction de son entraîneur Faouzi Jamal contre le Wydad AC (défaite, 3-0). N'étant pas au meilleur de sa forme, son entraîneur privilégie son concurrent Jaouad Ismaili, offrant tout de même à Chibi l'occasion de faire quelques entrées en jeu jusqu'en fin de saison.
Au total, il dispute neuf matchs en première division avant que le club ne connaisse une relégation en D2.

#### KAC Kénitra: Premières saisons titulaires (2015-2017)
Le 31 juillet 2015, Mohamed Chibi s'engage pour trois saisons avec le Kénitra AC en signant un contrat libre. Il fait ainsi partie des plans de l'entraîneur Samir Yaich, qui place sa confiance en ce joueur de 21 ans, bien qu'il continue à éprouver des difficultés à se faire une place confirmée en championnat.
Le 6 septembre 2015, il dispute son premier match avec le club en étant titularisé contre le DH El Jadida (match nul, 0-0). Il s'affirme en tant que titulaire et participe à 29 matchs au cours de la saison 2015-2016. Le classement final de la saison le positionne à la 11e place du championnat. En Coupe du Maroc, l'équipe est éliminée en huitièmes de finale lors du match contre le Fath US (défaite, score cumulé : 4-1).
Lors de la saison 2016-2017, il inscrit son premier but avec le club 19 février 2017 contre le HUS Agadir à la 56e minute (match nul, 2-2). Dans l'ensemble, il dispute 25 matchs en championnat et marque deux buts. La saison se conclut avec le club à la dernière place de la Botola Pro, entraînant sa relégation en D2. En Coupe du Maroc, l'élimination survient aux seizièmes de finale face au Tihad AS (match nul en faveur du Tihad, 2-2).

#### MA Tétouan: Indésirable après changement d'entraîneur (2017-2018)

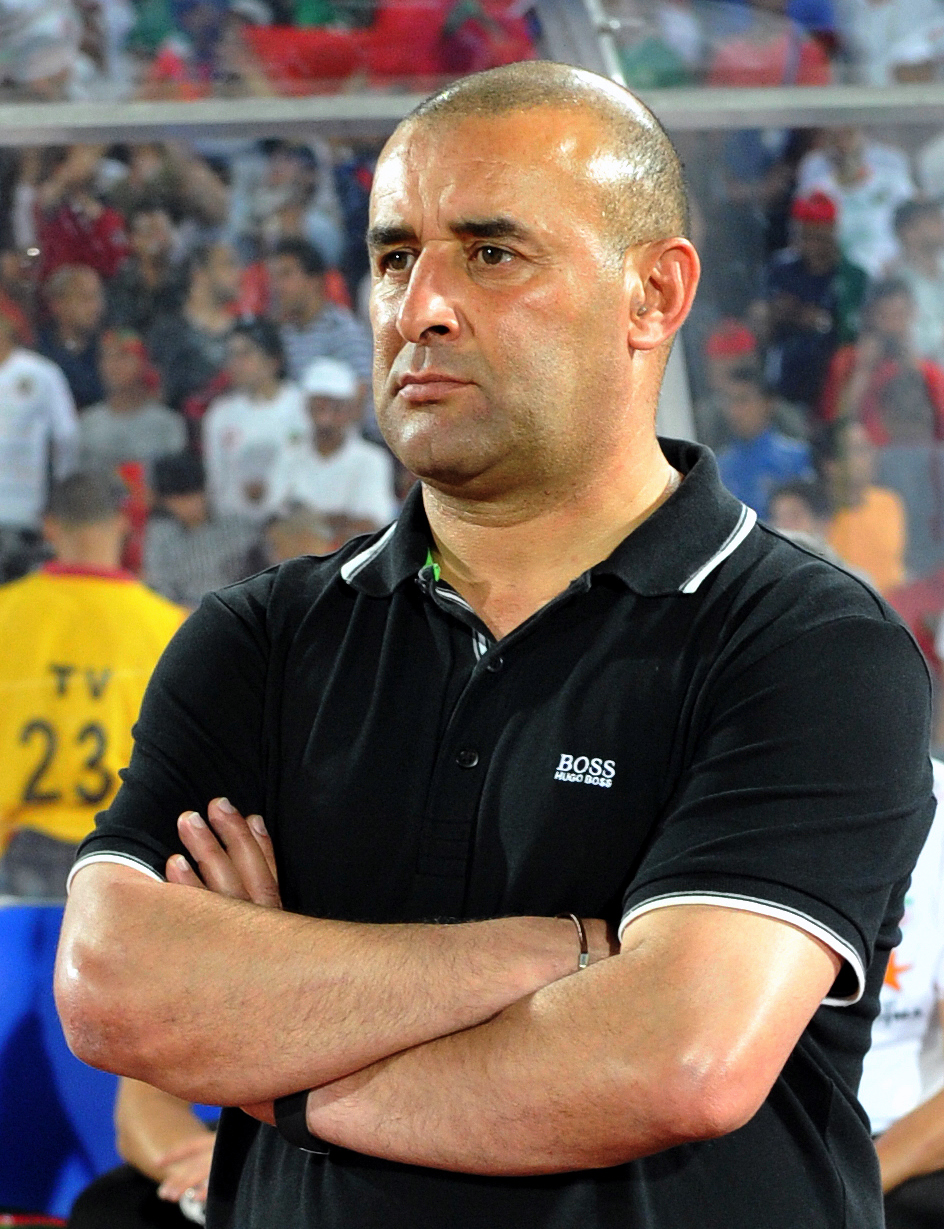
Abdelhak Benchikha (ici en 2011) est l'entraîneur de Chibi en 2017.

Le 12 septembre 2017, Mohamed Chibi signe un contrat de deux saisons avec le MA Tétouan et se voit attribuer le no 99 sous la direction de l'entraîneur Abdelhak Benchikha,.
Le 1er octobre 2017, il fait ses débuts avec le club en étant titularisé lors du match contre le Rapide Oued Zem (défaite, 2-0). Durant son passage au MA Tétouan, il dispute 11 matchs en Botola Pro avant d'être inclus dans la liste des départs par son nouvel entraîneur Youssef Fertout en janvier 2018.
Par la suite, le club termine la saison à la 11e place du classement du championnat. Cette étape illustre la continuité des défis que Mohamed Chibi rencontre au cours de sa carrière, avec des fluctuations dans son temps de jeu.

#### CA Khénifra: Passage de courte durée et relégation (2018)
Le 22 janvier 2018, Mohamed Chibi prend un nouveau virage dans sa carrière en signant un contrat de six mois avec le CA Khénifra.
Le 14 février, il fait ses débuts avec le club en tant que titulaire lors du match contre le DH El Jadida, dirigé par l'entraîneur Kamel Zouaghi (match nul, 3-3). Le 29 avril, Chibi inscrit son premier but à la 76e minute contre l'AS FAR, assurant ainsi la victoire de son équipe (victoire, 1-2).
Au cours de cette période, il dispute 14 matchs en première division, laissant sa marque en tant que buteur face au club de sa future destination. Cependant, malgré ses efforts, la saison se conclut par une relégation en D2, avec le club classé quinzième au classement du championnat.

#### AS FAR: Ascension et altercation avec le nouvel entraîneur (2018-2019)
En Espagne, alors qu'il envisageait initialement son premier transfert à l'étranger, Mohamed Chibi est convaincu par M'hamed Fakhir de rejoindre les rangs de l'AS FAR. Le 26 juillet 2018, il officialise son engagement avec le club en signant un contrat de deux ans. Chibi intègre ainsi l'équipe dirigée par Fakhir, devenant un élément de la concurrence avec le latéral droit Abdessamad Choukri. À son arrivée, Chibi exprime son respect pour l'AS FAR et son entraîneur, M'hamed Fakhir, soulignant les opportunités d'apprentissage qui s'offrent à lui : « Il n'était pas acceptable de rejeter l'offre de l'AS FAR, car elle reste une grande équipe et a du poids et de la valeur, notamment avec la présence de l'entraîneur M'hamed Fakhir, pour qui j'ai tout le respect, comme un entraîneur avec de grandes expériences et je bénéficierai beaucoup de lui. ».
Le 1er septembre 2018, il dispute son premier match en tant que titulaire contre l'Ittihad de Khémisset en Coupe du Maroc (défaite, 1-0). Quatorze jours plus tard, le 15 septembre, il inscrit son premier but avec le club contre le Chabab Rif Al Hoceima (victoire, 1-4).
Au cours de la saison, Chibi participe à 25 matchs de championnat, marquant deux buts. L'AS FAR termine la saison à la quatorzième place du classement, évitant de justesse la relégation en D2. En Coupe du Maroc, malgré une victoire impressionnante en huitièmes de finale contre le Wydad AC (1-3), l'équipe est éliminée par le DH El Jadida (défaite, 0-1).
En début de saison 2019-2020, sous la direction du nouvel entraîneur Abderrahim Taleb, Mohamed Chibi est mis à l'écart après son absence lors des matchs de pré-saison. L'entraîneur déclare plus tard en conférence de presse : « J'ai été clair avec Chibi avant le début de la période de préparation, lorsqu'il m'a informé qu'il ne ferait aucune contribution à l'équipe car il n'avait plus le désir de continuer avec l'AS FAR. Je regrette la situation actuelle du joueur, car il se retrouve sans équipe, mais j'ai essayé avec lui au début de faire marche arrière sur sa position. Je lui ai donné du temps pour réfléchir à cette décision, mais il a préféré partir et donc il doit assumer la responsabilité de sa décision. Je ne peux pas accepter de travailler avec un joueur qui nous a tourné le dos pendant la période de préparation, car cette saison, il n'y a pas de place pour des compromis. Celui qui montre sa disposition à sacrifier et à aider l'équipe est le bienvenu, mais celui qui nous a tourné le dos n'a pas sa place au sein de l'AS FAR. ».
Malgré la possibilité de poursuivre son aventure à l'AS FAR, Chibi met un terme à son contrat en septembre 2019, à la demande de Taleb, En réponse aux déclarations de Taleb, Chibi explique : « Toutes les déclarations faites par l'entraîneur de l'équipe, Abderrahim Taleb, sont totalement infondées, et j'en détiens des preuves à cet effet. ». Il ajoute: « Je n'ai pas eu une seule séance d'entraînement avec ce coach. J'ai passé les examens médicaux précédant le début de la saison, et je suis venu m'entraîner, mais Taleb m'a interdit de m'entraîner, moi et quelques autres joueurs, sous prétexte qu'il ne compte pas sur nous cette saison. ». Il conclut : « Taleb cherche à tromper l'opinion publique. J'ai des preuves et des documents qui prouvent que l'entraîneur de l'équipe militaire n'est pas honnête dans ses paroles. ». Plus tard, il poste publiquement les documents, l'empêchant de se rendre aux entraînements à l'aide de publications Instagram.

#### IR Tanger: Meilleur latéral droit du championnat (2019-2021)
Le 6 janvier 2020, Mohamed Chibi s'engage pour deux saisons avec l'Ittihad de Tanger, révélant ultérieurement qu'il était courtisé par le Raja CA,. Sous la tutelle de l'entraîneur Hicham Dmii, Chibi intègre l'effectif du club.
Le 11 janvier 2020, il fait ses débuts avec le club en remplaçant Reda Mhannaoui à la 68e minute lors du match contre le MA Tétouan (match nul, 0-0). Le 23 janvier, il est titularisé pour la première fois contre l'OC Safi (défaite, 1-2). La saison 2019-2020 se termine avec l'IR Tanger à la 14e place du classement du championnat, évitant de justesse la relégation.
Le 10 octobre 2020, Chibi réalise son premier doublé contre le Rapide Oued-Zem (défaite, 5-3). La saison 2020-2021 de l'IR Tanger et Chibi est plus prometteuse, avec le club s'appuyant sur ses meilleurs éléments tels que Mukoko Batezadio et Faouzi Abdelmottalib. En milieu de saison, Chibi déclare lors d'une interview : « Nous avons bien commencé la saison, mais nous sommes entrés dans un labyrinthe de résultats négatifs pour plusieurs raisons, notamment les blessures et le manque de chance, et nous avons rapidement commencé à retrouver notre équilibre, d'autant plus que nous aspirons à terminer à la troisième place du championnat cette saison. ».
Le 25 avril 2021, lors d'un match contre le Wydad AC, Chibi marque un but sur coup franc, contribuant à une remontada après avoir été mené au score 0-2 (victoire, 3-2). À propos de ce match, Chibi déclare : « Nous avons réussi à marquer des points dans le match, en revenant au score après avoir été menés par deux buts, et le mérite revient au staff technique et au groupe qui n'ont pas abandonné et ont continué à croire en la victoire jusqu'à la dernière minute. ».
Considéré comme l'un des meilleurs arrières droits du championnat, Chibi fait une rétrospective en soulignant : « J'ai profité des erreurs du passé et suis devenu plus mature, sans exclure mon ambition, ma volonté et mon sérieux dans les entraînements et les matchs, pour offrir le meilleur de moi-même. ». En fin de saison, il est inclus dans l'équipe-type de la saison du championnat au poste d'arrière droit. Malgré une demande de prolongation avec le club, Chibi exprime plutôt son ambition pour une étape supérieure,.

#### Retour à l'AS FAR: Vainqueur de la Coupe (2021-2022)
Le 1er septembre 2021, Mohamed Chibi effectue son retour au sein de l'AS FAR en signant un contrat de deux saisons, devenant ainsi un concurrent direct de Mohamed Moufid. À cette époque, le Belge Sven Vandenbroeck est l'entraîneur en chef du club et place une confiance totale en Mohamed Chibi.
Le 12 septembre 2021, il dispute son premier match de la saison en Coupe de la confédération contre les Buffles du Borgou FC, remportant la rencontre sur un score de 3-1. Le 20 novembre, Chibi marque son premier but de la saison contre l'OC Safi, égalisant à la dernière minute du match (match nul, 1-1). Au deuxième tour de la Coupe de la confédération contre le JS Kabylie, l'AS FAR est éliminé après une défaite cumulée de 1-3,.
En atteignant le quarts de finale de la Coupe du Maroc et en remportant la séance de tirs au but face au Raja CA, l'AS FAR poursuit son parcours victorieux en battant également le Raja de Béni Mellal en demi-finale avec un score de 1-0. Le 14 mai 2022, l'équipe décroche le titre de la Coupe du Maroc après une victoire convaincante de 3-0 au Stade Adrar d'Agadir, face au MA Tetouan.

#### Pyramids FC (depuis 2022)
Le 15 septembre 2022, le Pyramids FC annonce officiellement l'acquisition de Mohamed Chibi pour un montant de 1 800 000 $, scellant ainsi son engagement jusqu'en 2025,,. Évoluant sous la tutelle de l'entraîneur Takis Gonias (en), l'équipe participe à la Coupe de la confédération,.
Le 19 septembre 2022, Chibi fait ses débuts avec le club en tant que titulaire lors d'un match contre l'ENPPI Club, qui se solde par un match nul 1-1. 15 octobre, il inscrit son premier but sous les couleurs du Pyramids FC lors d'une rencontre de la Coupe de la confédération face au Hilal al-Sahil SC, remportée sur un score impressionnant de 7-0. Le 5 janvier 2023, Jaime Pacheco est nommé nouvel entraîneur du club,. 
La première saison 2022-2023 se conclut avec le Pyramids FC, terminant vice-champion d'Égypte derrière l'Al Ahly SC, garantissant ainsi une place en Ligue des champions pour la saison suivante.
Le 29 septembre 2023, Chibi marque son premier but de sa deuxième saison lors d'un match de la Ligue des champions contre l'Armée patriotique rwandaise FC, réalisant un tir du pied droit précis qui contribue à la victoire 6-1 de son équipe,.

### En sélection

#### Maroc -20 ans
En juillet 2011, Mohamed Chibi s'illustre dans la scène footballistique en participant à la Coupe arabe des moins de 20 ans aux côtés de l'équipe du Maroc -20 ans, qui se déroule sur son territoire. Dans un tournoi divisé en deux groupes (A et B), le Maroc domine sa poule avec 10 points, résultant de trois victoires et un match nul. La phase finale les oppose à l'Arabie saoudite -20 ans dans une finale palpitante, se concluant sur un score de 3-3, dont un doublé de Mohamed Chibi. La victoire survient lors de la séance de tirs au but, remportée 3-1 par le Maroc, scellant ainsi leur triomphe dans le tournoi.
En août 2012, Mohamed Chibi confirme son statut de défenseur espoir en étant sélectionné parmi les 22 joueurs appelés à participer aux qualifications de la Coupe d'Afrique des nations U20 contre la Gambie -20 ans à Casablanca (victoire, 4-0). Il partage la liste avec d'autres talents émergents tels que Badr Benoun, Adam Ennafati et Walid El Karti. Malgré leurs efforts, l'équipe du Maroc -20 ans ne parvient pas à se qualifier pour la CAN U20 en Algérie en 2013.

#### Maroc locaux
Le 22 novembre 2021, Mohamed Chibi est sélectionné par Houcine Ammouta parmi les 23 joueurs qui représentent le Maroc à la Coupe arabe de la FIFA 2021. En réaction de sa convocation, il exprime sa joie en déclarant : « Ma joie est immense, car tout joueur rêve de représenter le Maroc dans les instances internationales. ».
Le 1er décembre 2021, il fait ses débuts officiels avec l'équipe du Maroc A' lors du premier match contre la Palestine. Il se distingue en délivrant une passe décisive pour le deuxième but inscrit par Abdelilah Hafidi (victoire, 4-0). Quelques jours plus tard, le 4 décembre 2021, il inscrit son premier but dans la compétition lors de son deuxième match contre la Jordanie, réalisant une demi-volée sur un corner tiré par Achraf Bencharki (victoire, 0-4),,. En quarts de finale, le 11 décembre, titularisé contre l'Algérie A', il délivre une passe décisive à Badr Benoun en prolongation à la 111e minute (match nul : 2-2, séance des tirs au but : défaite, 5-3). Les Lions de l'Atlas sont alors éliminés de la compétition.

#### Maroc A

##### Joueur renfort sous Vahid Halilhodžić et CAN 2021
Le 7 novembre 2021, Mohamed Chibi reçoit une convocation officielle du sélectionneur Vahid Halilhodžić en tant que renfort pour deux matchs de qualification à la Coupe du monde 2022, notamment contre le Soudan et la Guinée. Le 11 novembre, il fait ses débuts en équipe du Maroc, entrant en jeu à la 82e minute en remplaçant Achraf Hakimi lors de la victoire 3-0 contre le Soudan au Complexe sportif Moulay-Abdallah de Rabat.
Le 27 décembre 2021, il est rappelé en renfort aux côtés de Badr Benoun et Soufiane Rahimi, pour intégrer la liste des 28 joueurs sélectionnés par Vahid Halilhodžić pour la Coupe d'Afrique des nations 2021 au Cameroun,,,. Le 30 janvier 2022, le Maroc est éliminé en quarts de finale après une défaite 2-1 dans la prolongation face à l'Égypte,,. Cependant, Chibi ne participe à aucun match lors de cette compétition.
Le 10 novembre 2022, Mohamed Chibi n'est finalement pas inclus dans la liste des 26 joueurs sélectionnés par le nouveau sélectionneur Walid Regragui pour participer à la Coupe du monde 2022 au Qatar. Le sélectionneur a préféré donner la priorité aux latéraux Achraf Hakimi, Noussair Mazraoui et Yahia Attiat-Allah.

##### Convocation de dernière minute pour la CAN 2023
En décembre 2023, Mohamed Chibi fait partie des joueurs préselectionnés par Walid Regragui dans une liste de 55 pour participer à la CAN 2023 en Côte d'Ivoire,. Le 28 décembre 2023, il est officiellement inclus dans la liste des vingt-sept joueurs marocains sélectionnés,,, comblant ainsi une place laissée vacante en raison de la blessure d'Ayoub El Amloud,,.
Lors de la conférence de presse du sélectionneur, Regragui déclare à propos de Mohamed Chibi : « J'avais priorisé Ayoub El Amloud. À la suite de son récent match, il a eu une blessure l'empêchant de jouer pendant 15 jours. Avec tous les autres incertitudes qu'on a déjà, je ne pouvais pas encore rajouter d'autres incertitudes. Chibi joue aux Pyramids FC. Je le connais et il connait l'Afrique. Il peut nous apporter quelque chose. Je pense qu'il est très motivé et je pense qu'il sera au niveau. »,,,. Quelques heures après cette annonce, Chibi exprime sa fierté en publiant sur Instagram : « Avec fierté j’exprime mon bonheur d’être présent dans la liste de notre chère équipe nationale pour la participation à un grand événement sur le plan africain. Je remercie le sélectionneur national et son staff de me faire confiance. ».
Le 17 janvier 2024, lors de la CAN 2023, Mohamed Chibi joue son premier match du tournoi, étant titularisé dans le poste de latéral gauche (palliant une blessure de Yahia Attiat-Allah), contribuant à la victoire du Maroc 3-0 contre la Tanzanie au Stade Laurent Pokou de San-Pédro,. Au cours du tournoi, le Maroc concède ensuite un match nul 1-1 contre la République démocratique du Congo, une rencontre notée pour une altercation générale en fin de match,. En huitièmes de finale, les Lions de l'Atlas sont éliminés par l'Afrique du Sud sur un score de 2-0,.

## Style de jeu
Droitier et arrière droit de formation, Mohamed Chibi se distingue par son habileté à allier des compétences défensives robustes à une présence offensive affirmée. Sa polyvalence s'étend au poste de latéral gauche, et il excelle également dans des rôles plus avancés en tant que piston droit, notamment dans un système tactique à trois défenseurs.
Affichant un style de jeu agressif sur le terrain, Chibi démontre une maîtrise émotionnelle remarquable, parvenant à gérer efficacement le stress. Dans une interview, il affirme : « Peut-être que mon désir irrésistible de victoire amène certains à émettre des jugements erronés. Je suis une personne qui respecte les joueurs adverses et l'arbitre, mais sur le terrain, je deviens un guerrier intraitable qui ne tolère pas la défaite. ». Cette déclaration témoigne de sa détermination et de son engagement envers la recherche constante de la réussite, tout en soulignant son respect envers ses pairs et les officiels du jeu.

## Statistiques

### Statistiques détaillées
| Saison                | Club                         | Championnat           | Championnat | Championnat | Championnat | Coupe(s) nationale(s) | Coupe(s) nationale(s) | Coupe(s) nationale(s) | Compétition(s) continentale(s) | Compétition(s) continentale(s) | Compétition(s) continentale(s) | Compétition(s) continentale(s) | Maroc | Maroc | Maroc | Total | Total | Total |
| Saison                | Club                         | Division              | M.          | B.          | P.d.        | M.                    | B.                    | P.d.                  | Comp.                          | M.                             | B.                             | P.d.                           | M.    | B.    | P.d.  | M.    | B.    | P.d.  |
| 2011-2012             | Raja CA                      | Botola Pro            | 17          | 0           | 1           | -                     | -                     | -                     | C1                             | 4                              | 0                              | 0                              | -     | -     | -     | 21    | 0     | 1     |
| 2012-2013             | Raja CA                      | Botola Pro            | -           | -           | -           | -                     | -                     | -                     | C1                             | 1                              | 0                              | 0                              | -     | -     | -     | 1     | 0     | 0     |
| Sous-total            | Sous-total                   | Sous-total            | 17          | 0           | 1           | -                     | -                     | -                     | -                              | 1                              | 0                              | 0                              | -     | -     | -     | 18    | 0     | 1     |
| 2013-2014             | KAC Marrakech (prêt)         | Botola Pro            | -           | -           | -           | 1                     | 0                     | 0                     | -                              | -                              | -                              | -                              | -     | -     | -     | 1     | 0     | 0     |
| 2013-2014             | Chabab Rif Al Hoceima (prêt) | Botola Pro            | 1           | 0           | 0           | -                     | -                     | -                     | -                              | -                              | -                              | -                              | -     | -     | -     | 1     | 0     | 0     |
| 2014-2015             | IZ Khémisset                 | Botola Pro            | 9           | 0           | 0           | -                     | -                     | -                     | -                              | -                              | -                              | -                              | -     | -     | -     | 9     | 0     | 0     |
| 2015-2016             | KAC de Kénitra               | Botola Pro            | 29          | 0           | 3           | 1                     | 0                     | 0                     | -                              | -                              | -                              | -                              | -     | -     | -     | 30    | 0     | 3     |
| 2016-2017             | KAC de Kénitra               | Botola Pro            | 25          | 2           | 1           | 1                     | 0                     | 0                     | -                              | -                              | -                              | -                              | -     | -     | -     | 26    | 2     | 1     |
| Sous-total            | Sous-total                   | Sous-total            | 54          | 2           | 4           | 1                     | 0                     | 0                     | -                              | -                              | -                              | -                              | -     | -     | -     | 55    | 2     | 4     |
| 2017-2018             | MA Tétouan                   | Botola Pro            | 11          | 0           | 1           | -                     | -                     | -                     | -                              | -                              | -                              | -                              | -     | -     | -     | 11    | 0     | 1     |
| 2017-2018             | CA Khénifra                  | Botola Pro            | 14          | 1           | 3           | -                     | -                     | -                     | -                              | -                              | -                              | -                              | -     | -     | -     | 14    | 1     | 3     |
| 2018-2019             | AS FAR                       | Botola Pro            | 25          | 2           | 4           | 1                     | 0                     | 0                     | -                              | -                              | -                              | -                              | -     | -     | -     | 26    | 2     | 4     |
| 2019-2020             | IR Tanger                    | Botola Pro            | 14          | 2           | 1           | 1                     | 1                     | 0                     | -                              | -                              | -                              | -                              | -     | -     | -     | 15    | 3     | 1     |
| 2020-2021             | IR Tanger                    | Botola Pro            | 27          | 1           | 6           | -                     | -                     | -                     | -                              | -                              | -                              | -                              | -     | -     | -     | 27    | 1     | 6     |
| Sous-total            | Sous-total                   | Sous-total            | 41          | 3           | 7           | 1                     | 1                     | 0                     | -                              | -                              | -                              | -                              | -     | -     | -     | 42    | 4     | 7     |
| 2021-2022             | AS FAR                       | Botola Pro            | 23          | 1           | 4           | 1                     | 0                     | 0                     | C1                             | 4                              | 0                              | 0                              | 1     | 0     | 0     | 29    | 1     | 4     |
| 2022-2023             | Pyramids FC                  | EPL                   | 23          | 0           | 2           | 8                     | 0                     | 2                     | C3                             | 1                              | 0                              | 0                              | -     | -     | -     | 32    | 0     | 4     |
| 2023-2024             | Pyramids FC                  | EPL                   | 5           | 0           | 1           | 1                     | 0                     | 0                     | C1                             | 5                              | 1                              | 0                              | -     | -     | -     | 11    | 1     | 1     |
| Sous-total            | Sous-total                   | Sous-total            | 28          | 0           | 3           | 9                     | 0                     | 2                     | -                              | 6                              | 1                              | 0                              | -     | -     | -     | 43    | 1     | 5     |
| Total sur la carrière | Total sur la carrière        | Total sur la carrière | 223         | 9           | 27          | 16                    | 1                     | 2                     | -                              | 15                             | 1                              | 0                              | 1     | 0     | 0     | 255   | 11    | 29    |

## Palmarès
Mohamed Chibi inscrit son nom dans l'histoire du football marocain en remportant la Coupe arabe de football avec le Maroc -20 ans en 2011. Cette victoire marque le début d'une carrière internationale prometteuse pour Chibi. 
Dans le cadre de son parcours en club, Chibi apporte sa contribution à l'AS FAR, aidant l'équipe à remporter la Coupe du Maroc en 2022. Son engagement et ses performances sont des éléments clés dans cette réalisation majeure pour le club.
L'expérience de Chibi à l'étranger avec le Pyramids FC est marquée par des Beaux moments, La présence de Chibi sur la scène footballistique égyptienne est notable, témoignant de son impact.
| AS FAR (1) :                         | Pyramids FC (2) : | Maroc -20 ans (1) :                   |
| ------------------------------------ | --- | ------------------------------------- |
| - Coupe du Maroc - Vainqueur : 2022. | - Championnat d'Égypte : - Vice-champion : 2023, 2024 et 2025. - Coupe d'Égypte : - Vainqueur : 2024 - Finaliste : 2022 - Supercoupe d'Égypte: - Finaliste : 2023. - Ligue des champions de la CAF : - Vainqueur : 2025 | - Coupe Arabe U20 - Vainqueur : 2011. |

### Distinctions individuelles
- 2021 : Dans l'équipe-type de la Coupe arabe de la FIFA[104]
- 2024 : Meilleur passeur du Championnat d'Égypte.
- 2025 : Meilleur passeur du Championnat d'Égypte.

### Affaires judiciaires
Le 23 juillet 2023, à l'occasion de la fin du match de championnat l'opposant à l'Al Ahly SC, une caméra filme le joueur Hussein El Shahat s'approcher agressivement de Mohamed Chibi pour une attaque physique, il s'ensuit une bagarre générale,. Quelques minutes plus tard, le joueur égyptien est retourné vers le Marocain pour lui demander pardon,. Selon des sources égyptiennes, l'agresseur avait été mis au courant que l'attaque avait été filmé en direct, le motivant à ainsi demander pardon au joueur marocain,,.
Après une vague d'indignation sur les réseaux sociaux, Chibi réagit à l'aide d'une publication Instagram où il déclare : « J’ai été victime de propos injurieux et d’insultes envers ma mère et mon père lors du match de Supercoupe aux Émirats arabes unis, ainsi que durant le match d’aujourd’hui, où j’ai dû subir des coups et des gestes provocateurs. Ce qui s’est passé met en danger mon avenir dans le football égyptien. J’avais la capacité de réagir de la même sorte ou plus, mais le respect du règlement interne du club et de ses responsables m’ont contraint d’éviter toute réaction à ce moment-là. Avant l'incident d'aujourd'hui, il m’avait déjà menacé de me casser le pied en ajoutant : "Si tu avais commencé le match, je t’aurais fracassé la jambe". »,.
Le directeur du club d'Al Ahly SC, Sayed Abdel Hafeez, décide alors dans la foulée de décréter une « énorme amende » de 500.000 livres égyptiennes contre Hussein El Shahat après ce qu’il a qualifié d'« altercation »,,. Quant au Pyramids FC, de son côté, elle porté plainte contre le joueur d’Al Ahly auprès de la commission de discipline de la Fédération égyptienne de football et de la direction de l’union des clubs professionnels,.
Le 7 août 2023, Mohamed Chibi est convoqué par le procureur et comparaît pour la première fois au tribunal du Caire accompagné de trois avocats. Lors de sa présence, il confirme son refus de retirer sa plainte.
Dans la suite de ce dossier, l'avocat égyptien de Hussein El Shahat, Ashraf Abdel Aziz se charge de défendre le joueur devant le tribunal. Cet avocat apparaît en novembre 2023 à la télévision égyptienne pour fournir des détails sur la suite du dossier. Il déclare : « Chibi accuse El Shahat de comportement agressif, d'utilisation de la force, d'intimidation, et d'avoir l'intention de mettre fin à sa carrière footballistique. Nous sommes surpris par ces accusations, comme si c'était une bagarre de rue. ». Il ajoute : « El Shahat s'est présenté devant le procureur, et nous avons demandé à convoquer les trois témoins : Mohamed Magdy, Taher Mohamed, et Mahmoud Kahraba, pour entendre leurs déclarations sur les provocations répétées de Chibi lors de trois matchs : la finale de la Coupe, le Super et le match de la ligue. Le parquet les convoquera à une date ultérieure. ». Il poursuit : « Ce qui s'est passé était simplement de l'émotion sur le terrain et cela arrive dans tous les championnats locaux et internationaux. Nous avons vu ce qui s'est passé entre Zinédine Zidane et Marco Materazzi comme réaction à des provocations de la part du joueur italien, mais aucun d'entre eux n'a porté plainte contre l'autre devant la justice. » Quant à l'issue attendue de ce différend, il déclare : « Peut-être qu'il y aura une réconciliation entre les deux parties ou que l'affaire sera portée devant les tribunaux. Il est également possible qu'El Shahat porte l'affaire devant la FIFA. ».